# سیارک ۵۹۱۴
سیارک ۵۹۱۴ (به انگلیسی: 5914 Kathywhaler، نامگذاری:1990WK) پنج هزار و نهصد و چهاردهمین سیارک کشف شده‌است که در ۲۰ نوامبر ۱۹۹۰ کشف شد.